# Gonzalo Petit
Gonzalo Petit Abad (Carmelo, Colonia, 21 de septiembre de 2006) es un futbolista uruguayo que juega como delantero centro en el Club Deportivo Mirandés de la Segunda División de España, cedido desde Real Betis Balompié.

## Trayectoria
Comenzó a jugar al baby fútbol en Artigas Fútbol Club de su ciudad natal Carmelo.
En el año 2019 fue contactado por el Club Nacional de Football y acordaron que viaje semanalmente a Montevideo para jugar en pre Séptima. Al año siguiente se fue a vivir a la residencia del club con 13 años. Inició su formación juvenil con los tricolores, en su primer año con la sub-14 fue el goleador del equipo con 13 anotaciones en 16 partidos jugados. La temporada siguiente, en Sexta División mantuvo su cuota goleadora, en los 18 encuentros que estuvo, convirtió en 14 de ellos, además jugó un partido con la sub-16 y convirtió un gol. En 2022 jugó con la sub-16 todo el año y volvió a ser el máximo artillero de su equipo, con 22 goles en 27 partidos.
El 23 de marzo de 2023, antes de partir al Sudamericano Sub-17, firmó su primer contrato profesional, hasta diciembre de 2024.
Fue ascendido al primer equipo por el entrenador Álvaro Recoba y realizó la pretemporada 2024 con el primer equipo desde el comienzo. El 13 de enero debutó con Nacional en el Gran Parque Central, estuvo en cancha la última media hora del partido contra Unión de Santa Fe en un amistoso y mostró su calidad en los minutos que tuvo, el partido culminó 1-1, fueron a penales y con 2 paradas de Facundo Machado ganaron la copa amistosa.
Jugó su primer clásico el 17 de enero, ingresó al minuto 75 y empataron 1-1, por lo que fueron a penales y los tricolores ganaron 4-1 en el Estadio Centenario. Dos días después firmó una extensión de contrato con Nacional, hasta diciembre de 2026.
En el Torneo Apertura no tuvo convocatorias con el primer equipo, pero en el Torneo Intermedio tuvo su oportunidad, debutó como profesional el 13 de julio de 2024, el entrenador Martín Lasarte lo colocó para comenzar el segundo tiempo contra Danubio debido a una lesión de Gonzalo Carneiro, ya en tiempo añadido Petit convirtió su primer gol oficial, que selló el triunfo a domicilio de los albos 0-6. Tuvo minutos en los últimos 2 partidos de la Serie A del Intermedio, Nacional resultó quien obtuvo más puntos en su serie por lo que jugaron la final contra Peñarol en el Estadio Centenario, nuevamente ingresó debido a una lesión, esta vez de Federico Santander, con el partido 0-1 en contra por gol de Leonardo Fernández, fue Petit quien vulneró la portería de Washington Aguerre y finalizó el tiempo reglamentario 1-1, por lo que fueron a penales, convirtió el suyo y ganaron el Torneo Intermedio 2024. Se convirtió en el goleador clásico más joven del siglo XXI.
En su primera temporada como profesional, se destacó con 6 goles y 2 asistencias en 14 partidos jugados.
El 11 de julio de 2025 trascendió una oferta del Real Betis por su fichaje. Fue anunciada su contratación por el club español el 18 de julio, estableció vínculo hasta 2031. El 8 de agosto fue cedido a Mirandés, para tener rodaje en la segunda categoría del fútbol español.

## Selección nacional
Gonzalo ha sido internacional con la selección de Uruguay en las categorías juveniles sub-15, sub-17 y sub-20.
En octubre de 2020 fue convocado por primera vez para entrenar con la selección de Uruguay por Alejandro Garay, en la categoría sub-15, junto a otros 5 compañeros de Nacional. Debido a la Pandemia de COVID-19 no pudieron tener tanto rodaje internacional, por lo que se enfrentaron a la sub-16 de equipos locales, como Danubio, Juventud, River Plate, Wanderers, Peñarol, Torque, Atenas, Cerrito, y también contra la sub-18 de Nacional de Florida.
En agosto la Confederación Sudamericana de Fútbol suspendió las competiciones juveniles oficiales del 2021, por lo tanto el Sudamericano Sub-15 se canceló pero de igual forma la selección de Uruguay continuó entrenando.
El 7 de diciembre de 2021 debutó con la Celeste, fue titular contra la selección Gaúcha, combinado brasilero al que derrotaron 3-1.
En febrero de 2022 fue citado por Diego Demarco para comenzar el proceso de la selección sub-17. El 16 de marzo debutó en la categoría, fue titular contra Argentina en el Complejo AFA pero perdieron por 3 a 2. A lo largo del año, jugó varios partidos internacionales, viajó a países como Paraguay, Japón y Perú para disputar amistosos.
El 8 de marzo de 2023 se dio a conocer la lista definitiva del plantel para el Campeonato Sudamericano Sub-17 y Petit fue confirmado. Debutó en el Sudamericano el 3 de abril, ingresó al minuto 60 y enfrentaron a Chile, combinado con el que perdieron 2-0. Uruguay quedó eliminado en la fase de grupos tras 1 victoria, 1 empate y 2 derrotas, Gonzalo jugó en 2 encuentros.
El 17 de mayo de 2023 fue citado por el nuevo entrenador de la selección absoluta de Uruguay, Marcelo Bielsa, para ser parte de un combinado juvenil y hacer de sparring a la selección mayor.
Durante 2024 fue parte del proceso de la selección sub-20 desde la primera citación. Debutó en la nueva categoría el 5 de junio, ingresó en el segundo tiempo para jugar un amistoso contra Australia y empataron 3-3.
El 7 de enero de 2025 fue confirmado en el plantel para jugar el Campeonato Sudamericano Sub-20, por el entrenador Fabián Coito.  Jugó 8 partidos, convirtió 2 goles pero no lograron clasificar a la Copa Mundial Sub-20 luego de 20 años.

## Estadísticas

### Clubes
Actualizado al último partido citado el 6 de julio de 2025.
| Club                        | Div.          | Temporada     | Liga  | Liga  | Liga   | Copas nacionales | Copas nacionales | Copas nacionales | Copas internacionales | Copas internacionales | Copas internacionales | Total | Total | Total  |
| Club                        | Div.          | Temporada     | Part. | Goles | Asist. | Part.            | Goles            | Asist.           | Part.                 | Goles                 | Asist.                | Part. | Goles | Asist. |
| --------------------------- | ------------- | ------------- | ----- | ----- | ------ | ---------------- | ---------------- | ---------------- | --------------------- | --------------------- | --------------------- | ----- | ----- | ------ |
| C. Nacional de F. · Uruguay | 1.ª           | 2024          | 10    | 3     | 0      | 4                | 3                | 2                | 0                     | 0                     | 0                     | 14    | 6     | 2      |
| C. Nacional de F. · Uruguay | 1.ª           | 2025          | 17    | 6     | 2      | -                | -                | -                | 3                     | 0                     | 0                     | 20    | 6     | 2      |
| C. Nacional de F. · Uruguay | Total club    | Total club    | 27    | 9     | 2      | 4                | 3                | 2                | 3                     | 0                     | 0                     | 34    | 12    | 4      |
| C. D. Mirandés · España     | 2.ª           | 2025-26       | 0     | 0     | 0      | -                | -                | -                | —                     | —                     | —                     | 0     | 0     | 0      |
| C. D. Mirandés · España     | Total club    | Total club    | 0     | 0     | 0      | 0                | 0                | 0                | 0                     | 0                     | 0                     | 0     | 0     | 0      |
| Total carrera               | Total carrera | Total carrera | 27    | 9     | 2      | 4                | 3                | 2                | 3                     | 0                     | 0                     | 34    | 12    | 4      |
| 1. 2.                       |               |               |       |       |        |                  |                  |                  |                       |                       |                       |       |       |        |

### Selección
Actualizado al último partido citado el 16 de febrero de 2025.
| Selección         | Temporada         | Continental | Continental | Continental | Mundial      | Mundial      | Mundial      | Amistosos | Amistosos | Amistosos | Total | Total | Total  |
| Selección         | Temporada         | Part.       | Goles       | Asist.      | Part.        | Goles        | Asist.       | Part.     | Goles     | Asist.    | Part. | Goles | Asist. |
| ----------------- | ----------------- | ----------- | ----------- | ----------- | ------------ | ------------ | ------------ | --------- | --------- | --------- | ----- | ----- | ------ |
| Sub-15 · Uruguay  | 2021              | —           | —           | —           | —            | —            | —            | 1         | 0         | 0         | 1     | 0     | 0      |
| Sub-15 · Uruguay  | Total sel.        | 0           | 0           | 0           | 0            | 0            | 0            | 1         | 0         | 0         | 1     | 0     | 0      |
| Sub-17 · Uruguay  | 2022              | —           | —           | —           | —            | —            | —            | 14        | 1         | 0         | 14    | 1     | 0      |
| Sub-17 · Uruguay  | 2023              | 2           | 0           | 0           | No clasificó | No clasificó | No clasificó | 3         | 1         | 0         | 5     | 1     | 0      |
| Sub-17 · Uruguay  | Total sel.        | 2           | 0           | 0           | 0            | 0            | 0            | 17        | 2         | 0         | 19    | 2     | 0      |
| Sub-20 · Uruguay  | 2024              | —           | —           | —           | —            | —            | —            | 4         | 0         | 0         | 4     | 0     | 0      |
| Sub-20 · Uruguay  | 2025              | 8           | 2           | 0           | No clasificó | No clasificó | No clasificó | 3         | 2         | 0         | 11    | 4     | 0      |
| Sub-20 · Uruguay  | Total sel.        | 8           | 2           | 0           | 0            | 0            | 0            | 7         | 2         | 0         | 15    | 4     | 0      |
| Total selecciones | Total selecciones | 10          | 2           | 0           | 0            | 0            | 0            | 25        | 4         | 0         | 35    | 6     | 0      |
| 1.                |                   |             |             |             |              |              |              |           |           |           |       |       |        |

## Palmarés

### Títulos nacionales
| Título            | Club              | País    | Año  |
| ----------------- | ----------------- | ------- | ---- |
| Torneo Intermedio | C. Nacional de F. | Uruguay | 2024 |

### Distinciones individuales
| Distinción                                    | Año  |
| --------------------------------------------- | ---- |
| Premios AUF - Gol del mes (agosto-septiembre) | 2024 |
| Premios AUF - Mejor gol del año               | 2024 |